# Gare de Doyet-La Presle
Pour les articles homonymes, voir Presle.
La gare de Doyet-La Presle est une ancienne gare ferroviaire française de la ligne de Montluçon à Moulins, située sur le territoire de la commune de Doyet, dans le département de l'Allier en région Auvergne-Rhône-Alpes.
Elle est ouverte en 1859 par la Compagnie du chemin de fer de Paris à Orléans (PO). La Société nationale des chemins de fer français (SNCF) ferme le service des voyageurs en 1972 et totalement celui des marchandises en 2005.

## Situation ferroviaire
Établie à 287 mètres d'altitude, la gare de Doyet-La Presle est située au point kilométrique (PK) 350,205 de la ligne de Montluçon à Moulins (section non exploitée), entre les gares de Commentry et de Villefranche d'Allier.
C'était une gare de bifurcation origine d'une courte antenne qui desservait la gare de Bézenet.

## Histoire
La station de Doyet-La Presle est mise en service le 7 novembre 1859 par la Compagnie du chemin de fer de Paris à Orléans (PO), lorsqu'elle ouvre à l'exploitation sa ligne de Montluçon à Moulins. Il est prévu qu'elle assure la desserte des mines du bassin de Bruxière-la-Grue. Elle est établie à plus de 2 kilomètres du bourg près du village de La Presle. Elle est l'origine de l'antenne de Bézenet qui mène aux mines de Bézenet, Doyet et Montvicq.
L'antenne vers Bézenet est fermée le 1er juillet 1964.
La gare de Doyet-La Presle est fermée au service des voyageurs le 6 mars 1972 par la SNCF lorsqu'elle ferme à ce trafic la section de la gare de Commentry à celle de Moulins.
La gare est totalement fermée en 2005, lors de la fermeture aux circulations de trains de marchandises de la section de Commentry à Villefranche-d'Allier.